# 新柏林 (紐約州村)
新柏林（英語：New Berlin）是位於美國紐約州希南戈縣的村。

## 人口
根據2020年美國人口普查的數據，新柏林的面積為2.76平方千米，皆為陸地。當地共有人口901人，而人口密度為每平方千米326人。